# Marc Eymard
Marc Eymard  is een Belgisch wielrenner.
Bij het wielrennen komt hij uit in de klasse B VI 1-3, dat is de klasse van wielrenners met een visuele beperking. Zijn voorijder is Yves Godimus